# ハインリヒ6世 (ルクセンブルク伯)
ハインリヒ6世（独：Heinrich VI. von Luxemburg, 1240年頃 - 1288年6月5日）は、ドイツ＝フランス系のルクセンブルク伯（在位：1281年 - 1288年）。フランス語名ではアンリ6世（Henri VI de Luxembourg）。獅子伯（仏：Henri le Lion）と呼ばれた。

## 生涯
ルクセンブルク伯ハインリヒ5世とその妻でバル伯アンリ2世の娘であるマルグリット・ド・バルの間の長男として生まれた。1270年、父が主君のフランス王ルイ9世率いる第8回十字軍に参加した際は、伯家の摂政を務めた。リンブルフ継承戦争ではヘルレ（ゲルデルン）伯家に味方し、ブラバント公家に敵対する。1288年6月5日、継承戦争中のヴォリンゲンの戦いに参加した際、弟のリニー領主ワレラン、父の2人の庶子ボードゥアンおよびウッファリーズ領主アンリ（Henri de Houffalize）とともに戦死した。

## 子女
1260年頃、エノー伯ジャン1世の弟ボーモン領主ボードゥアンの娘ベアトリス・ダヴェーヌ（1321年没）と結婚し、間に5人の子女をもうけた。
- ハインリヒ（アンリ）7世 （1278/1279年 - 1313年） - ルクセンブルク伯、神聖ローマ皇帝
- ヴァルラム（ワレラン） （1280年頃 - 1311年） - ブレシア包囲戦で戦死
- フェリツィタス（フェリシテ） （? - 1336年） - 1298年、ルーヴェン伯ジャン・トリスタン（ブラバント公アンリ1世の曾孫）と結婚
- バルドゥイン（ボードゥアン） （1285年 - 1354年） - トリーア大司教
- マルガレーテ（マルグリット） （? - 1336年） - 修道女